# Enantia citrinella
Enantia citrinella är en fjärilsart som först beskrevs av Felder 1861.  Enantia citrinella ingår i släktet Enantia och familjen vitfjärilar. Inga underarter finns listade i Catalogue of Life.